# Cameron Gaunce
Cameron Gaunce, född 19 mars 1990, är en kanadensisk professionell ishockeyspelare som tillhör NHL-organisationen Tampa Bay Lightning och spelar för deras primära samarbetspartner Syracuse Crunch i AHL. 
Han har tidigare spelat på NHL–nivå för Pittsburgh Penguins, Dallas Stars och Colorado Avalanche och på lägre nivåer för Cleveland Monsters, Wilkes-Barre/Scranton Penguins, Portland Pirates, Texas Stars och Lake Erie Monsters i AHL och Mississauga St. Michael's Majors i OHL.
Gaunce draftades i andra rundan i 2009 års draft av Colorado Avalanche som 50:e spelare totalt.
Han skrev på ett ettårskontrakt värt 650 000 dollar med Tampa Bay Lightning den 1 juli 2018.